# Huaura
Huaura es un ciudad peruana capital del distrito homónimo ubicado en la provincia de Huaura en el departamento de Lima. Tenía una población estimada de 24 668 hab. según el censo de 2017. Dejó de ser la capital provincial en 1866 a favor de la ciudad de Huacho y es parte de la conurbación formada alrededor de esta última mediante dos puentes sobre el río Huaura.

## Época colonial
En enero de 1532, Miguel de Estete y Hernando Pizarro, en su camino a Pachacámac desde el norte, llegaron al pueblo de Guarva. Fue fundada a la usanza española por el virrey del Perú Luis de Velasco y Castilla como "Villa de Carrión de Velasco" el 25 de julio de 1597. Huaura es conocida por haber sido la primera ciudad donde José de San Martín declaró la independencia de Perú en el mes de noviembre de 1820 desde el conocido como Balcón de Huaura. Posteriormente el 28 de julio de 1821 hizo una segunda proclamación en la Plaza de Armas de Lima.

## Clima
El clima es de tipo desértico. La temperatura media anual es de 19.1 °C. La precipitación de lluvia es casi nula.
| Parámetros climáticos promedio de Huaura | Parámetros climáticos promedio de Huaura | Parámetros climáticos promedio de Huaura | Parámetros climáticos promedio de Huaura | Parámetros climáticos promedio de Huaura | Parámetros climáticos promedio de Huaura | Parámetros climáticos promedio de Huaura | Parámetros climáticos promedio de Huaura | Parámetros climáticos promedio de Huaura | Parámetros climáticos promedio de Huaura | Parámetros climáticos promedio de Huaura | Parámetros climáticos promedio de Huaura | Parámetros climáticos promedio de Huaura | Parámetros climáticos promedio de Huaura |
| Mes                                      | Ene.                                     | Feb.                                     | Mar.                                     | Abr.                                     | May.                                     | Jun.                                     | Jul.                                     | Ago.                                     | Sep.                                     | Oct.                                     | Nov.                                     | Dic.                                     | Anual                                    |
| ---------------------------------------- | ---------------------------------------- | ---------------------------------------- | ---------------------------------------- | ---------------------------------------- | ---------------------------------------- | ---------------------------------------- | ---------------------------------------- | ---------------------------------------- | ---------------------------------------- | ---------------------------------------- | ---------------------------------------- | ---------------------------------------- | ---------------------------------------- |
| Temp. máx. media (°C)                    | 26                                       | 26.9                                     | 26.6                                     | 25.1                                     | 22.6                                     | 21                                       | 20.5                                     | 20                                       | 20.3                                     | 21.2                                     | 22.7                                     | 24.5                                     | 23.1                                     |
| Temp. media (°C)                         | 21.7                                     | 22.5                                     | 22.3                                     | 20.8                                     | 18.8                                     | 17.5                                     | 17                                       | 16.5                                     | 16.7                                     | 17.3                                     | 18.6                                     | 20                                       | 19.1                                     |
| Temp. mín. media (°C)                    | 17.5                                     | 18.2                                     | 18                                       | 16.5                                     | 15                                       | 14                                       | 13.5                                     | 13                                       | 13.1                                     | 13.5                                     | 14.6                                     | 15.5                                     | 15.2                                     |
| Fuente: climate-data.org                 |                                          |                                          |                                          |                                          |                                          |                                          |                                          |                                          |                                          |                                          |                                          |                                          |                                          |

## Festividades
| Fecha            | Festividad                                                              |
| ---------------- | ----------------------------------------------------------------------- |
| Marzo-abril      | Semana Santa                                                            |
| 16 de julio      | Virgen del Carmen (Huaura)                                              |
| 28 y 29 de julio | Fiestas Patrias                                                         |
| 27 de noviembre  | Primera Proclama de la independencia del Perú desde el Balcón de Huaura |

## Ciudades hermanadas
- Lima, Perú
- Rosario, Argentina
- Sucre, Bolivia
- Cancún, México
- Seúl, Corea
- Barranquilla, Colombia